# スカマンドリオス
スカマンドリオス（古希: Σκαμάνδριος, Skamandrios）は、ギリシア神話の人物である。その名はトローアス地方の河神スカマンドロスにちなんで名づけられた。以下の人物が知られている。
- ヘクトールとアンドロマケーの子アステュアナクスの本名。ヘクトールによって名づけられたが、他の者はアステュアナクス（町の主の意）と呼んだ[2][3]。
- トロイア人ストロピオスの子[4]。女神アルテミスが自ら弓を教えた狩猟の名人であったが、トロイア戦争で戦い、メネラーオスに討たれた[5][3]。